# Dynastie Trần
Dynastie Trần (vietnamsky Nhà Trần, 陳朝, Trần triều) byla v letech 1225–1400 vládnoucí dynastie vietnamského království známého jako Đại Việt. Během vlády této dynastie byla upevněna královská moc, byly odraženy tři vpády Mongolů a byla postavena přehrada mající zabránit opakovaným povodním. Během vlády této dynastie byly vedeny úspěšné boje s Čampou, které roku 1307 vedly k obsazení její podstatné části a roku 1312 k jejímu faktickému ovládnutí. V posledních padesáti letech byla moc této dynastie oslabena spory v císařské rodině, které nakonec vedly k občanské válce a rolnickým povstáním, tuto situaci roku 1377 využila Čampa k opětovnému získání nezávislosti a dokonce k expanzi za vlády krále Po Binasuora (vietnamsky Chế Bồng Nga). Ten však byl roku 1390 poražen a zabit trầnským vojskem za použití čerstvě zavedeného dělostřelectva, které trầnskému vojsku zajistilo technickou převahu. Dynastické spory a rozmařilost dvora vedly roku 1400 ke konci vlády této dynastie, kdy byl poslední nezletilý vládce sesazen ambiciózním regentem Hồ Quý Lym a byla založena nová, krátkodobá dynastie Hồ.

## Nástup dynastie k moci
Dynastii Trần fakticky založil Trần Thủ Độ, který v době krize vlády dynastie Lý shromáždil značnou moc a jako rádce vládce Lý Huệ Tônga ho donutil provdat jeho osmiletou dceru Lý Chiêu Hoàng za svého sedmiletého synovce Trần Cảnhe. O rok později, v roce 1225, byla Lý Chiêu Hoàng donucena abdikovat ve prospěch svého muže Trần Cảnhe, čímž započala vláda dynastie Trần.

## První vládci
Trần Cảnh přijal jméno Trần Thái Tông, což bylo v rozporu s tradicí, protože první vládce nové dynastie měl vždy titul zakladatel (Thái Tổ). Toto bývá prezentováno jako přiznání skutečnosti, že prvním faktickým vládcem a zakladatelem byl ve skutečnosti jeho strýc Trần Thủ Độ. Trần Thủ Độ se nejprve soustředil na pronásledování členů bývalé dynastie, zajímavostí je, že někteří členové toto pronásledování přežili a změnili si jméno na Nguyen. Trần Thủ Độ zasahoval do politiky až do roku 1264, kdy zemřel. Během vlády Trần Thái Tônga a jeho strýce Trần Thủ Độ byl Vietnam značně reformován. Především došlo k daňové reformě, která zavedla daň z půdy, která byla placena v rýži a osobní daň, jež byla placena v penězích. Dále byla provedena správní reforma, která rozdělila Vietnam na dvanáct provincií s vlastní správou. Tyto změny vedly k většímu výběru daní, což umožnilo investice do komunikací a hrází. Podařilo se také modernizovat systém školství. V roce 1253 byla založena Vojenská akademie a Národní institut, který měl sloužit pro vzdělávání úředníků.
Ke změnám došlo také v oblasti náboženské oblasti a začal být vyučován buddhismus, taoismus a konfuciánství. Konfuciánství se postupně stalo státním náboženstvím, neboť pro vládnoucí třídu bylo výrazně prospěšnější, nebylo však nijak vnucováno a prakticky existovala náboženská svoboda, ta vedla postupně k tomu, že se náboženství v lidové podobě začala mísit.

### Válka s Čampou
Již během vlády Trần Thái Tônga docházelo k častým problémům s tradičním vietnamským nepřítelem – Čampou. Roku 1252 došlo k válečné výpravě na její území, při níž Trần Thái Tông dosáhl velkého úspěchu a zajal velké množství lidí.

### Válka s mongolskou říší
Roku 1257 vyzval Uriangpadaj - generál mongolské říše Vietnam k podrobení se, protože přes něj chtěl zaútočit na říši Jižních Sungů, což byl poslední zbytek tehdejší Číny, který nebyl pod mongolskou nadvládou. Vietnamský vládce se odmítl podrobit a dokonce uvěznil mongolské posly, což nevyhnutelně muselo vést k válce. Velitelem vietnamské obrany se stal Trần Quốc Tuấn, který pochopil, že není možné uhájit vietnamské hranice v přímém střetnutí, protože přesila Mongolů byla velmi výrazná. Počátkem roku 1258 Mongolové zaútočili na Vietnam a ještě v lednu obsadili vyklizené hlavní město Thăng Long. Mongolové sice vyplenili Thăng Long, ale poměrně brzy začali mít problémy s nedostatkem potravin, který byl způsoben především mongolskou taktikou spočívající v doplňování zásob rabováním. Nedostatek zásob donutil mongolské velení, aby vysílalo menší vojenské oddíly sehnat zásoby, tyto oddíly však vietnamská armáda byla schopna napadat, proto tato strategie také selhala. Vietnamská armáda si byla vědoma problémů, které Mongolové mají, proto zahájila protiofenzívu. Tato protiofenzíva donutila Mongoly ustoupit za Rudou řeku, kde však byli Mongolové napadeni tzv. horskými kmeny a museli ustoupit zpět za hranice Vietnamu.
V květnu 1258 byl uzavřen mír a byly zahájeny práce na obnovení válečných škod, brzy po uzavření míru začala mongolská říše stupňovat diplomatický tlak. V roce 1282 již bylo zřejmé, že je nemožné vyhnout se další válce. Novým velitelem armády byl jmenován Trần Quốc Tuấn.